# Jesus Freak Hideout
Jesus Freak Hideout es una web de música cristiana. El sitio web especializado en la revisión, la vista previa, y la venta de álbumes cristianos. El sitio web es conocido por sus críticas del álbumes, la música independiente, entrevistas con artistas, conciertos y el ministerio a través de devocionales y de oración. El sitio lleva el nombre de e inspirado en álbum de 1995 de DC Talk, Jesús Freak. El nombre fue elegido porque John DiBiase, creador del sitio, utiliza muchas variantes del nombre de Freak pantalla de Jesús, y ha creado una sala de chat, que era su "guarida de Jesus Freak".